# خردلی
خردلی (انگلیسی: Mustard) از پرده‌های رنگ زرد است.

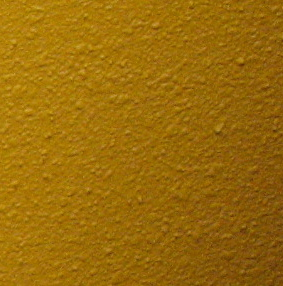
یک دیوار پلاستر رنگ‌آمیزی‌شده با سایه تیره از رنگ خردلی به نام خردلی نوزاد

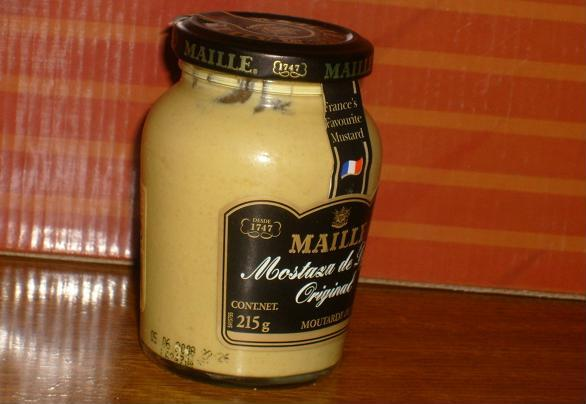
یک شیشه مربا از خردل